# گرین‌کسل (میزوری)
گرین‌کسل (به انگلیسی: Greencastle) یک شهر در ایالات متحده آمریکا است که در شهرستان سولیوان، میزوری واقع شده‌است. گرین‌کسل ۱٫۱۷ کیلومتر مربع مساحت و ۲۷۵ نفر جمعیت دارد.